# Miroslava Kijaková
Miroslava Kijaková (ur. 5 maja 1988 w Bardejowie) – słowacka siatkarka występująca na pozycji przyjmującej. Była reprezentantka Słowacji juniorek i seniorek.

## Kluby
- ŠŠK Bardejov
- MŠK Vranov
- VK Slávia Košice
- VK Spiska Nova Ves[1]
- AZS KSZO Ostrowiec Świętokrzyski[2]
- Jadar AZS Politechnika Radomska[3]
- AGH Galeco Wisla Krakow
- Alba Blaj. Rumunia
- VC Kanti Schaffhausen, Szwajcaria